# Colin Bateman (cầu thủ bóng đá)
Colin Bateman (sinh ngày 22 tháng 10 năm 1930 ở Hemel Hempstead) là một cựu cầu thủ bóng đá người Anh thi đấu ở Football League ở vị trí hậu vệ cho Watford. Ông gia nhập câu lạc bộ từ Hemel Hempstead năm 1953 và có 50 lần ra sân từ mùa giải 1954–55 đến 1957–58, trước khi trở lại bóng đá non-league với Sittingbourne.
Anh trai của Bateman Ernie cũng thi đấu cho ba câu lạc bộ tương tự.